# Algés
Algés ( prononciation portugaise [aɫˈʒɛʃ] ) est une ancienne paroisse civile de la municipalité d'Oeiras, dans la région métropolitaine de Lisbonne, au Portugal. En 2013, la paroisse a fusionné avec la nouvelle paroisse Algés, Linda-a-Velha e Cruz Quebrada-Dafundo. La population en 2011 était de 22 273, pour une superficie de 1,98 km2. La paroisse est située près du Tage, entre la ville d'Oeiras et la capitale Lisbonne. Elle fait également partie de la région du Grand Lisbonne. C'est surtout une banlieue résidentielle.
Algés a été élevée au rang de ville le 16 août 1991. La paroisse a été officiellement créée le 11 juin 1993, après s'être séparée de la paroisse de Carnaxide.

## sport
- União Desportiva e Recreativa de Algés (UDRA)
- Sport Algés et Dafundo